# Petrus Franciscus Greive

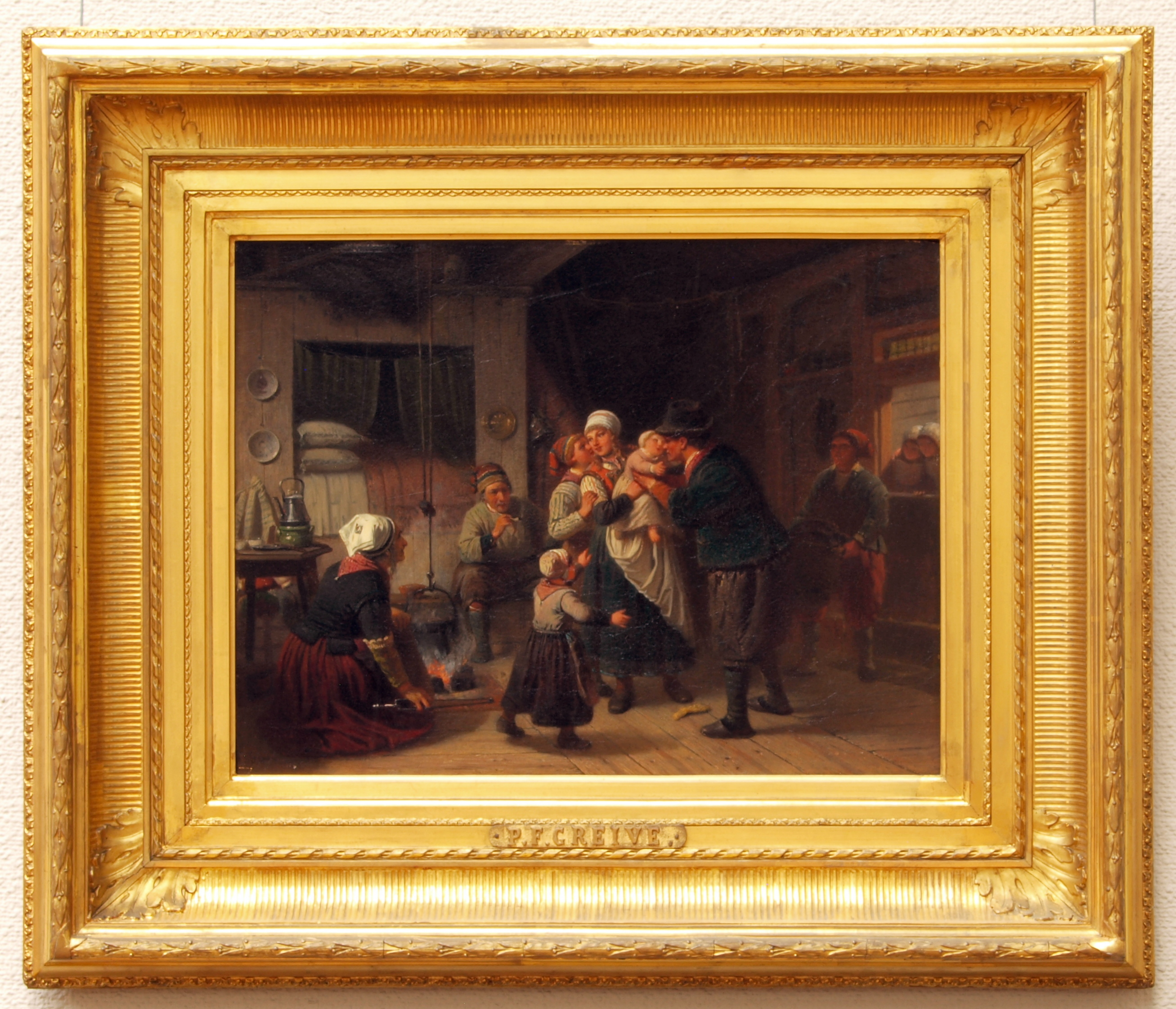
A heringhalászok visszatérése (1860, a Teylers Múzeum gyűjteményében

Petrus Franciscus Greive (Amszterdam, 1811. március 25. – Amszterdam, 1872. november 4.) holland festőművész, rajzoló és litográfus.

## Életútja
Az Amszterdami Szépművészeti Akadémián (hollandul: Koninklijke Academie voor Beeldende Kunsten) tanult. Tanárai Jean Augustin Daiwaille, Jan Willem Pieneman és Christiaan Julius Lodewijk Portman voltak. Az amszterdami Arti et Amicitiae művészeti társaság tagja volt és tanár az amszterdami Királyi Művészeti Akadémián. Diákjai voltak többek között: August Allebé, Joan Berg, Jan van Essen, Johan Conrad Greive (unokaöccse), Meijer de Haan, Marie Heineken, Cato van Hoorn, Diederik Franciscus Jamin, Jan Jacob Lodewijk ten Kate, Jacob Simon Hendrik Kever, Maurits Leon, Lambertus Lingeman, Coen Metzelaar, David Oyens, Betsy Repelius, Johanna Elisabeth Judith Rutgers, Hendrik Jacobus Scholten, Jacob Taanman és Karel Elias van Toulon. Elsősorban zsánerképeket és portrékat festett.